# کامیل جردن
کامیل جردن (انگلیسی: Camille Jordan؛ ۵ ژانویهٔ ۱۸۳۸ – ۲۲ ژانویهٔ ۱۹۲۲) یک ریاضی‌دان اهل فرانسه در زمینه نظریه گروه‌ها بود.